# Привет (Кинель-Черкасский район)
Привет — упразднённый в 1962 году посёлок на территории современного Кинель-Черкасского района Самарской области. Ныне микрорайон города Отрадный.

## География
Село расположено к югу от озёра и посёлка Васильевка. На северо-востоке Васильевское кладбище, и окраина города Отрадный.
Улиц три: Приветская (магистральный), Красноармейская и Пушкина. 
Климат
резко континентальный, морозная зима, тёплое лето.

## История
Основан в 1922 году, вместе посёлками Отрадное, Васильевка .
В 1962 году Привет и  Васильевка вошли в состав Отрадного.
Из решения № 145 исполкома Отрадненского городского Совета депутатов трудящихся:
«Просить исполком областного Совета депутатов трудящихся на основании настоящего решения и решения общего собрания колхозников колхоза имени Куйбышева включить посёлки Васильевка и Привет с населением 1640 человек в городскую черту города Отрадный с земельными угодьями, согласно прилагаемой выкопировки и экспликации земель общей площадью 430 га.»
Светлана Александрова в статье «Окрестные сёла» (газета «Вестник города Отрадного», № 41, 13.06.2019) отмечает: «Благодаря вхождению в черту Отрадного Осиновки, Васильевки, Привета, Алексеевки, Степана Разина, город сумел набрать численность населения свыше пятидесяти тысяч».

## Транспорт
Автобус маршрута № 1.